# Tooraneena
Tooraneena,, ou Touraneena est un village situé dans l'ouest du Comté de Waterford, en Irlande. Il se situe à environ 20 kilomètres de Dungarvan et à 19 kilomètres de Clonmel. Le village abrite une école primaire, un terrain de football, une église, deux centres communaux, une boutique et un parc communautaire. Les terrains de sports de l'Association Athlétique gaélique sont à environ 1 km au nord du village.